# Markberedare
Markberedare är en typ av skogsmaskin som används i skogsbruket för att skapa planteringspunkter, markbereda, för skogsplantor. En markberedare används efter att mogen skog avverkats på ett begränsat område, vanligtvis "hygge", men före plantering av ny skog. De finns olika typer av markberedare och de används på olika typer av marker på grund av markens beskaffenhet. Vanligast idag i svenskt skogsbruk är att markberedaren bygger på en skotare. Lastutrymmet på skotaren modifieras och ett markberedningsaggregat monteras där normalt virke lastas på skotaren. Aggregatet kan främst vara av två typer: högläggare eller harv.